# 권오길
권오길(영어: Kwon Ogil, 1940년 8월 13일 ~ )는 대한민국의 생물학자이다.

## 생애
경상남도 산청군 단성면 백운리에서 출생하여 진주고등학교, 서울대학교 생물학과와 동 대학원을 졸업하였다. 수도여중고, 경기고, 서울사대부고 교사, 강원대학교 생물학과 교수로 교편을 잡았다. 2005년 정년 퇴임하여 현재 명예교수로 있다. 국간행물윤리상 저작상, 대한민국 과학문화상, 강원도문화상 등을 수상하였다. 그의 저서인 《사람과 소나무》, 《지지배배 제비의 노래》 중 일부가 초등학교, 중학교 국어 교과서에 실렸다.

## 저서
- 《꿈꾸는 달팽이》
- 《인체기행》
- 《달과 팽이》
- 《흙에도 못 생명》
- 《생물의 다살이》
- 《괴짜 생물이야기》